# Gandaogo
Gandaogo är en ort i Burkina Faso.   Den ligger i regionen Plateau-Central, i den centrala delen av landet, 100 km öster om huvudstaden Ouagadougou. Gandaogo ligger 314 meter över havet och antalet invånare är 2 277.
Terrängen runt Gandaogo är platt. Närmaste större samhälle är Zorgho, 11,1 km norr om Gandaogo.
Omgivningarna runt Gandaogo är en mosaik av jordbruksmark och naturlig växtlighet. Runt Gandaogo är det ganska tätbefolkat, med 86 invånare per kvadratkilometer.